# Wijk C

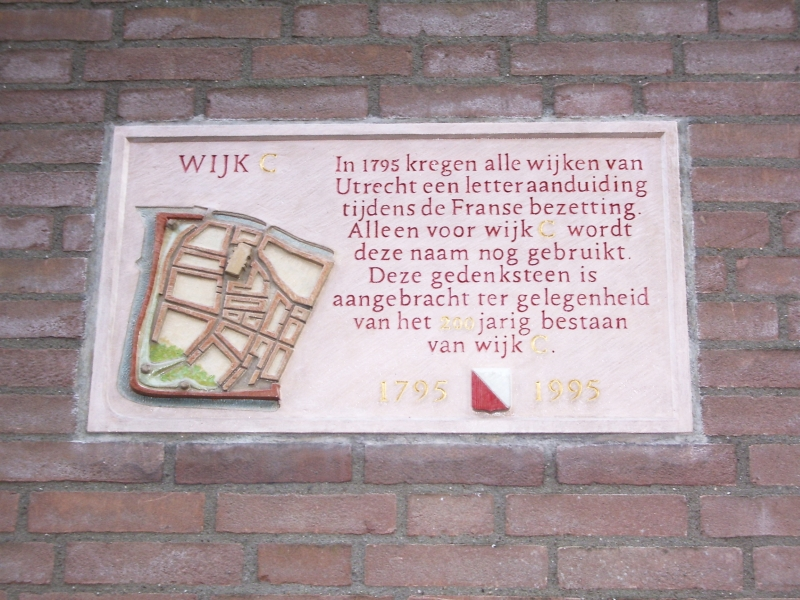
Gedenksteen in een gevel aan het Jacobskerkhof, ter gelegenheid van het 200-jarig bestaan van de wijk.

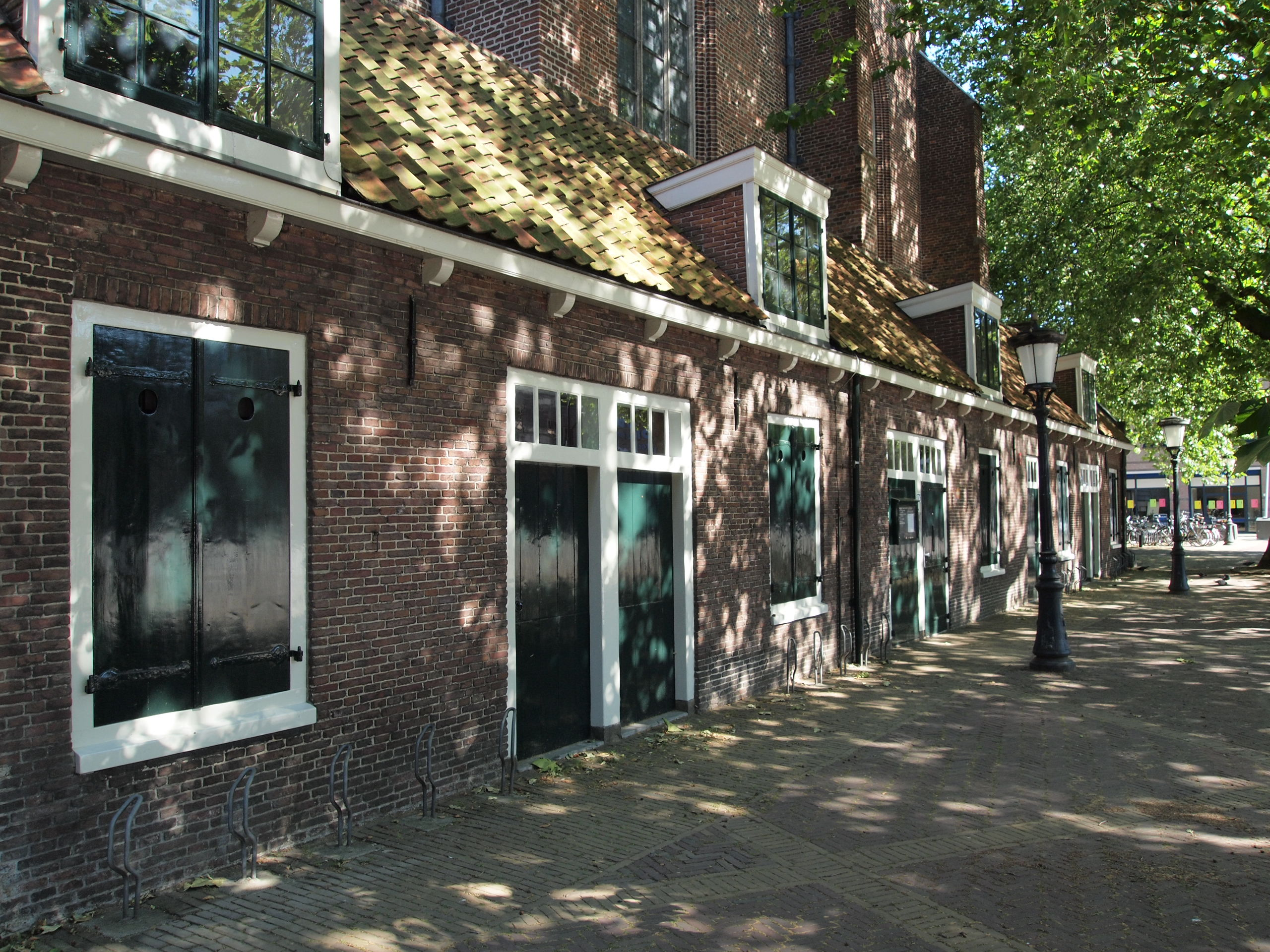
Huisje St. Jacobsstraat 171 schuin tegenover het Volksbuurtmuseum Wijk C met achter deze huisjes de Jacobikerk

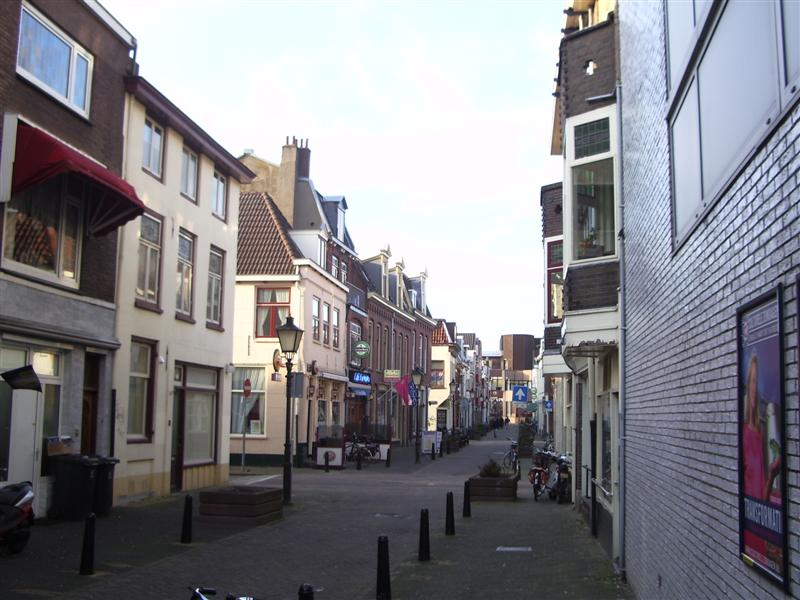
De Willemstraat in Wijk C.

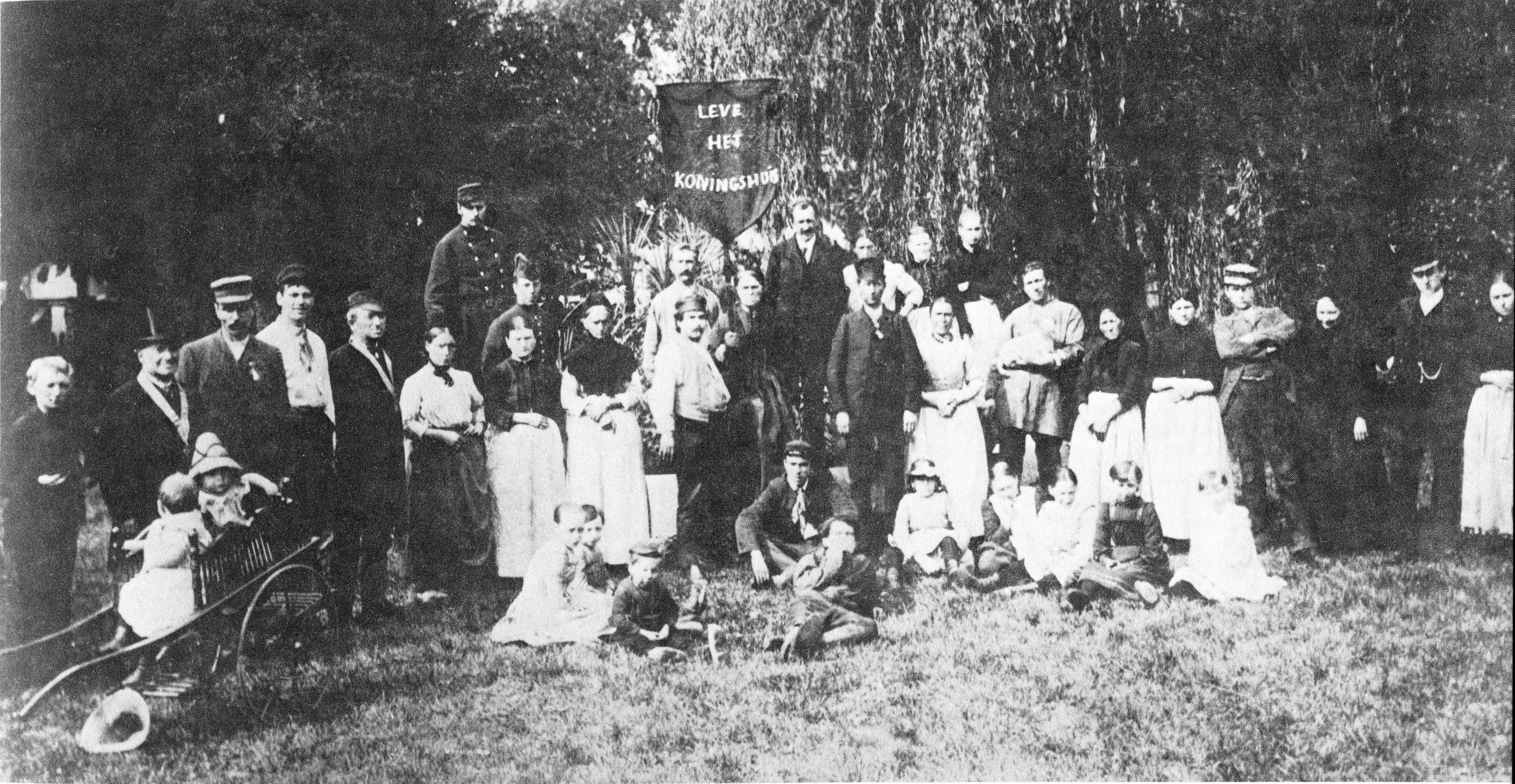
Oranje Ka en aanhangers in het Oranjepark

Wijk C is een volksbuurt in het centrum van de Nederlandse stad Utrecht.

## Begrenzing
Wijk C beslaat het noordwestelijke deel van het stadscentrum. Het wordt begrensd door de Weerdsingel WZ in het noorden, de Oudegracht in het oosten, de Lange Viestraat en Vredenburg in het zuiden en de Catharijnesingel (voorheen Catharijnebaan) in het westen.

## Geschiedenis
Oude activiteiten in Wijk C dateren uit de middeleeuwen. Rond het jaar 1000 bevond zich hier enkele tientallen jaren een groot havencomplex ten noorden van de handelswijk Stathe. In en rond Wijk C zijn diverse archeologische vondsten gedaan van middeleeuwse vaartuigen. Na het verkrijgen van stadsrechten in 1122 kwam het gebied van het huidige Wijk C al spoedig binnen de omwalde/ommuurde stad Utrecht te liggen.
Tussen 1573 en 1795 vormde deze buurt een wijk die Handvoetboog heette. In die tijd waren wijken vernoemd naar schuttersvendels en iedere wijk binnen de stadswal/stadsmuur kende daarin een eigen stedelijke schutterij die uit burgers bestond.
Na de annexatie door het Franse Keizerrijk in 1811 werden de wijken met een letter aangeduid vanwege de problematische uitspraak van de oude wijknamen voor de Franse bezetter. Wijken in de huidige historische binnenstad kregen een letter die liep van A tot en met H. De buitenwijken kregen er een die liep van I tot en met M (J werd niet gebruikt). Als enige van deze voormalige wijken is Wijk C nog altijd bekend onder deze naam.
Vanaf de 19e eeuw ging het karakter van de wijk ingrijpend veranderen, niet in de laatste plaats door het inperken van de vele krotwoningen met meerdere grote uitbraken van cholera. De Zusters Augustinessen van Sint-Monica begonnen in 1934 hun kloosterleven in de Waterstraat in Wijk C. Hier stichtten zij in 1939 Meisjesstad, een voorziening voor dakloze meisjes en tienermoeders. Tegen de Crisisjaren startte in deze buurt de eerste golf van grootschalige sloop van woningen, vanaf omstreeks 1970 was er weer sprake van sloop. Een deel van de woonbuurt is door sloop omgezet naar onder meer kantoren met midden door de buurt een aanleg van de Sint Jacobsstraat.

## Oranjegezindheid
Wijk C staat vanouds bekend als Oranjegezind. Een belangrijke drijfveer hiervoor was Jacoba Johanna van Schoonheim, beter bekend als "Oranje Ka". In 1863 werd de Zandstraat, waar zij een pension bedreef, omgenoemd naar Oranjestraat, en kreeg de Catharijnestraat de naam Willemstraat, naar koning Willem III. In 1883 werd in Wijk C op het Van Eeckerenplein het Oranjepark gesticht, een volkspark dat bestond tot omstreeks 1940.
De eerste officiële editie van de voorloper van Koninginnedag, Prinsesse-dag, werd op deze locatie gehouden in 1885. In bredere zin startte de vrijmarkt rond Koninginnedag in 1982 vanuit deze buurt en groeide in de stad Utrecht gaandeweg uit tot een evenement over een groter gebied met een paar honderdduizend bezoekers.

## Overige
Bijzondere gebouwen in Wijk C zijn het Volksbuurtmuseum, de Jacobikerk en de Sint-Augustinuskerk.
In het Utrechtse lied Als ik boven op de Dom kom van Rijk de Gooyer wordt Wijk C genoemd. Jaren later bewerkte volkszanger Herman Berkien dit lied en werd de buurt opnieuw genoemd.
Bekende Nederlanders die opgegroeid zijn in Wijk C zijn voormalig worstelaar tevens judoka Anton Geesink, Herman van Veen en Rijk de Gooyer.

## Voetnoten
1. ↑  Catharijnesingel voorheen Catharijnebaan mijnkeuze.nl
2. ↑  Diverse foto's Volksbuurtmuseum Wijk C - Het Utrechts Archief[dode link]